# كول أوف ديوتي: بلاك أوبس 6

ااشعار كول أوف ديوتي: بلاك أوبس 6

كول أوف ديوتي: بلاك أوبس 6 (بالإنجليزية: Call of Duty: Black Ops 6) هي لعبة إطلاق نار من منظور شخص أول التي يتم تطويرها بواسطة شركتي تريارك وريفن سوفتوير وستنشرها شركة أكتيفجن في عام 2024. هذا الجزء هو الحادي والعشرون من سلسلة كول أوف ديوتي والإصدار الرئيسي السابع في سلسلة القوات السوداء الفرعية بعد الجزء السابق كول أوف ديوتي: بلاك أوبس كولد وور (2020). لاكن لم يحبها الكثير من اللاعبين بسبب الحماية الضعيفة من الاختراق والقرصنة  .. 

## أسلوب اللعب
مثل الإصدارات السابقة في سلسلة كول أوف ديوتي، ستكون العمليات السوداء 6 لعبة تصويب منظور الشخص الأول، تحتوي على حملة لاعب فردي، ومكون متعدد اللاعبين، ووضع الزومبي التعاوني. يُقال إن الحملة ستتميز ببنية عالم مفتوح، حيث يمكن للاعبين الانتقال من نقطة اهتمام إلى أخرى باستخدام المركبات ونظام السفر السريع. من المتوقع أيضًا أن تكون هناك مهام خطية تقليدية كجزء من الحملة. من المتوقع أن يعود وضع الزومبي إلى شكله التقليدي القائم على الجولات، بدلاً من الشكل القائم على الأهداف الذي ظهر في كول أوف ديوتي: فانغارد (2021) والشكل المفتوح في كول أوف دوتي: مودرن وورفير 3 (2023)، ومن المتوقع أن يحتوي على خريطتين جديدتين تمامًا عند الإطلاق.

## التطوير
تقوم كل من ترايارك ورايفن سوفتوير بتطوير العمليات السوداء 6 بشكل مشترك، حيث تقود رايفن إنتاج حملة اللاعب الفردي، بينما تطور ترايارك أوضاع اللاعبين المتعددين والزومبي. تتمتع اللعبة بأطول دورة تطوير في تاريخ سلسلة نداء الواجب، حيث امتدت لأربع سنوات. ذكر بعض موظفي ترايارك أنهم كانوا يختبرون اللعبة منذ عام 2022. بدأت التفاصيل حول العمليات السوداء 6 تظهر في نوفمبر 2023، عندما أفادت ويندوز سنترال أن اللعبة ستدور أحداثها خلال حرب الخليج وستتميز بقصة تركز على وكالة المخابرات المركزية (CIA).
شكل استحواذ مايكروسوفت على أكتيفجن بليزارد في 2023 نهاية صفقة الحصرية بين سوني وأكتيفجن، التي كانت تشهد حصول عناوين نداء الواجب على محتوى وعروض حصرية على منصات بلاي ستيشن. على الرغم من أن مايكروسوفت كانت لديها صفقة مشابهة مع أكتيفجن لمنصات إكس بوكس قبل عام 2015، فقد ذكر الرئيس التنفيذي لشركة مايكروسوفت للألعاب فيل سبنسر أنه في المستقبل، لن تكون هناك صفقات حصرية للسلسلة، مع تساوي المحتوى عبر جميع المنصات المدعومة.

## التسويق
في 22 مايو 2024، تم إطلاق موقع ويب بعنوان "The Truth Lies" وتم نشره على قنوات التواصل الاجتماعي الخاصة بـ نداء الواجب. تضمن الموقع العديد من مقاطع الفيديو الواقعية لمعالم عالمية، مثل جبل راشمور وبوابة براندنبورغ، وهي تتعرض للتخريب من قبل مجموعة من الناس، بالإضافة إلى تقارير إخبارية خيالية عن التخريب. تضمنت المقاطع شعار الكلب ذو الثلاث رؤوس، والذي ظهر لأول مرة في إعلان مايكروسوفت عن حدث Xbox Games Showcase 2024.
في 23 مايو 2024، ظهرت إعلانات "The Truth Lies" في عدة صحف، مثل يو إس إيه توداي ونيويورك بوست. في نفس اليوم، أعلنت أكتيفجن رسميًا عن العمليات السوداء 6، مع الكشف الكامل المقرر في 9 يونيو 2024 خلال حدث عرض مطوري إكس بوكس.

## الإصدار
من المتوقع إصدار العمليات السوداء 6 في أكتوبر 2024، لمنصات بلاي ستيشن 5، ويندوز، وإكس بوكس سيريس إكس/إس. تشير تفاصيل الطلب المسبق المسربة إلى أن اللعبة ستصدر أيضًا على منصات الجيل السابق، مثل بلاي ستيشن 4 وإكس بوكس ون. بالإضافة إلى ذلك، من المتوقع أن تكون العمليات السوداء 6 متاحة على إكس بوكس غيم باس في يوم الإصدار.

## روابط خارجية
- الموقع الرسمي